# Grand Prix Japonii 1995
Grand Prix Japonii 1995 (oryg. Fuji Television Japanese Grand Prix) – 16. runda Mistrzostw Świata Formuły 1 w sezonie 1995, która odbyła się 27 - 29 października 1995, po raz dziewiąty na torze Suzuka.
21. Grand Prix Japonii, 11. zaliczane do Mistrzostw Świata Formuły 1.

## Wyniki

### Kwalifikacje
| P  | Nr | Kierowca              | Konstruktor(-silnik) | Opony | Czas      | Odstęp    | Strata    |
| -- | -- | --------------------- | -------------------- | ----- | --------- | --------- | --------- |
| 1  | 1  | Michael Schumacher    | Benetton-Renault     | G     | 1:38.023  | -         | -         |
| 2  | 27 | Jean Alesi            | Ferrari              | G     | 1:38.888  | 0:00.865  | 0:00.865  |
| 3  | 8  | Mika Häkkinen         | McLaren-Mercedes     | G     | 1:38.954  | 0:00.066  | 0:00.931  |
| 4  | 5  | Damon Hill            | Williams-Renault     | G     | 1:39.032  | 0:00.078  | 0:01.009  |
| 5  | 28 | Gerhard Berger        | Ferrari              | G     | 1:39.040  | 0:00.008  | 0:01.017  |
| 6  | 6  | David Coulthard       | Williams-Renault     | G     | 1:39.155  | 0:00.115  | 0:01.132  |
| 7  | 15 | Eddie Irvine          | Jordan-Peugeot       | G     | 1:39.621  | 0:00.466  | 0:01.598  |
| 8  | 30 | Heinz-Harald Frentzen | Sauber-Ford          | G     | 1:40.010  | 0:00.389  | 0:01.987  |
| 9  | 2  | Johnny Herbert        | Benetton-Renault     | G     | 1:40.349  | 0:00.339  | 0:02.326  |
| 10 | 14 | Rubens Barrichello    | Jordan-Peugeot       | G     | 1:40.381  | 0:00.032  | 0:02.358  |
| 11 | 26 | Olivier Panis         | Ligier-Mugen-Honda   | G     | 1:40.838  | 0:00.457  | 0:02.815  |
| 12 | 4  | Mika Salo             | Tyrrell-Yamaha       | G     | 1:41.355  | 0:00.517  | 0:03.332  |
| 13 | 25 | Aguri Suzuki          | Ligier-Mugen-Honda   | G     | 1:41.592  | 0:00.237  | 0:03.569  |
| 14 | 3  | Ukyō Katayama         | Tyrrell-Yamaha       | G     | 1:41.977  | 0:00.385  | 0:03.954  |
| 15 | 9  | Gianni Morbidelli     | Footwork-Hart        | G     | 1:42.059  | 0:00.082  | 0:04.036  |
| 16 | 29 | Karl Wendlinger       | Sauber-Ford          | G     | 1:42.912  | 0:00.853  | 0:04.889  |
| 17 | 23 | Pedro Lamy            | Minardi-Ford         | G     | 1:43.102  | 0:00.190  | 0:05.079  |
| 18 | 24 | Luca Badoer           | Minardi-Ford         | G     | 1:43.542  | 0:00.440  | 0:05.519  |
| 19 | 10 | Taki Inoue            | Footwork-Hart        | G     | 1:44.074  | 0:00.532  | 0:06.051  |
| 20 | 17 | Andrea Montermini     | Pacific-Ford         | G     | 1:46.097  | 0:02.023  | 0:08.074  |
| 21 | 21 | Pedro Diniz           | Forti-Ford           | G     | 1:46.654  | 0:00.557  | 0:08.631  |
| 22 | 22 | Roberto Moreno        | Forti-Ford           | G     | 1:48.267  | 0:01.613  | 0:10.244  |
| 23 | 16 | Bertrand Gachot       | Pacific-Ford         | G     | 1:48.289  | 0:00.022  | 0:10.266  |
| 24 | 7  | Mark Blundell         | McLaren-Mercedes     | G     | 16:42.640 | 14:54.351 | 15:04.617 |
| P  | Nr | Kierowca              | Konstruktor(-silnik) | Opony | Czas      | Odstęp    | Strata    |

### Wyścig
| P                 | + / –     | Nr | Kierowca              | Konstruktor        | Opony | Okr. | Czas / Strata | Komentarz                  |
| ----------------- | --------- | -- | --------------------- | ------------------ | ----- | ---- | ------------- | -------------------------- |
| 1                 | Bez zmian | 1  | Michael Schumacher    | Benetton-Renault   | G     | 53   | 1h36:52.930   |                            |
| 2                 | 1         | 8  | Mika Häkkinen         | McLaren-Mercedes   | G     | 53   | +0:19.337     |                            |
| 3                 | 6         | 2  | Johnny Herbert        | Benetton-Renault   | G     | 53   | +1:23.804     |                            |
| 4                 | 3         | 15 | Eddie Irvine          | Jordan-Peugeot     | G     | 53   | +1:42.136     |                            |
| 5                 | 6         | 26 | Olivier Panis         | Ligier-Mugen-Honda | G     | 52   | +1 okr.       |                            |
| 6                 | 6         | 4  | Mika Salo             | Tyrrell-Yamaha     | G     | 52   | +1 okr.       |                            |
| 7                 | 17        | 7  | Mark Blundell         | McLaren-Mercedes   | G     | 52   | +1 okr.       |                            |
| 8                 | Bez zmian | 30 | Heinz-Harald Frentzen | Sauber-Ford        | G     | 52   | +1 okr.       |                            |
| 9                 | 9         | 24 | Luca Badoer           | Minardi-Ford       | G     | 51   | +2 okr.       |                            |
| 10                | 6         | 29 | Karl Wendlinger       | Sauber-Ford        | G     | 51   | +2 okr.       |                            |
| 11                | 6         | 23 | Pedro Lamy            | Minardi-Ford       | G     | 51   | +2 okr.       |                            |
| 12                | 7         | 10 | Taki Inoue            | Footwork-Hart      | G     | 51   | +2 okr.       |                            |
| Niesklasyfikowani |           |    |                       |                    |       |      |               |                            |
|                   |           | 5  | Damon Hill            | Williams-Renault   | G     | 40   |               | poślizg                    |
|                   |           | 6  | David Coulthard       | Williams-Renault   | G     | 39   |               | poślizg                    |
|                   |           | 21 | Pedro Diniz           | Forti-Ford         | G     | 32   |               | poślizg                    |
|                   |           | 27 | Jean Alesi            | Ferrari            | G     | 24   |               | układ przeniesienia napędu |
|                   |           | 17 | Andrea Montermini     | Pacific-Ford       | G     | 23   |               | poślizg                    |
|                   |           | 28 | Gerhard Berger        | Ferrari            | G     | 16   |               | elektryka                  |
|                   |           | 14 | Rubens Barrichello    | Jordan-Peugeot     | G     | 15   |               | poślizg                    |
|                   |           | 3  | Ukyō Katayama         | Tyrrell-Yamaha     | G     | 12   |               | poślizg                    |
|                   |           | 16 | Bertrand Gachot       | Pacific-Ford       | G     | 6    |               | półoś napędowa             |
|                   |           | 22 | Roberto Moreno        | Forti-Ford         | G     | 1    |               | skrzynia biegów            |
|                   |           | 9  | Gianni Morbidelli     | Footwork-Hart      | G     | 0    |               | poślizg                    |
|                   |           | 25 | Aguri Suzuki          | Ligier-Mugen-Honda | G     | 0    |               | nie wystartował            |
| P                 | + / –     | Nr | Kierowca              | Konstruktor        | Opony | Okr. | Czas / Strata | Komentarz                  |

### Najszybsze okrążenie
| Nr | Kierowca           | Konstruktor      | Opony | Czas     | Okr. |
| -- | ------------------ | ---------------- | ----- | -------- | ---- |
| 1  | Michael Schumacher | Benetton-Renault | G     | 1:42.976 | 33   |